# Przemysław Czerwiński
Przemysław Czerwiński (* 28. července 1983, Piła, Velkopolské vojvodství) je polský atlet, jehož specializací je skok o tyči.
Největší úspěch své kariéry zaznamenal v roce 2010 na evropském šampionátu v Barceloně, kde vybojoval výkonem 575 cm bronzovou medaili. Na předchozím ME v atletice 2006 v Göteborgu obsadil ve finále 5. místo.
V roce 2008 reprezentoval na letních olympijských hrách v Pekingu, kde skončil jedenáctý.